# MGC SAA
MGC SAA　通称ピースメーカー　は　シングル・アクション・アーミ。

## 解説
1967年　本格的なシングル・アクション・アーミとして発売されマカロニウエスタン全盛でウエスタンファッションや早撃ち大会が人気だった。
シビリアン３,５００円、フロンテア３,８００円、ピースメーカー４,０００円、バントライン４,８００円の３機種、亜鉛合金製でカートリッジは一体型、口径は４４－４０（４５口径の表示もあり）グリップはケミウッド、木製グリップ７００円、スチールトリガー４５０円だった。規制前にはカスタムモデルのシェリフカスタムもあった。
ＭＧＣは発火性を重視ハンマーは三段ノッチでメインスプリングはコイル（巻バネ）、グリップフレームは一体型、そして、ボルトは亜鉛合金製で一体型のためフルコックしたあとハンマーをゆつくり戻すとシリンダーが逆回転してしまう欠点があり不評だった。ハンマーは三段ノッチでしたが、トリガーのシェア部が長いため引きしろが長く、中途半端にトリガーを引くとハンマーのハーフコックのノッチ（掛かり）に当たり初期のトリガーは亜鉛合金製のため破損が多くその後、スチール製が標準装備となった。またトリガースクリューも３ｍｍから４ｍｍに変更された。シリンダー内には超硬材が鋳込まれたインサーがあり前撃針（フロントファイアリング）が凸状にありカートリッジの先端部は平玉火薬が３～７粒、スタート用紙雷管１粒が丁度入る凹があり迫力のあるファイアリングが楽しめた。ピースメーカー後にキャバルリーと改名した７．５インチは当初から７インチでフレームと一体で作るため最上の銃身長であったとのこと。
初期のフレームのボルトスクリューは機能していなかったがスクリューはあった、後期からは穴自体が省略されモールドであった。
ハンマーのファイアリングピンも初期型はブロック、その後ピンタイプに変更された。また、シリンダーハンドも度々変更された。しかし、ＭＧＣ　ピーメは大ヒット、ウエスタンファンには忘れがたいモデルでした。